# Elvin Hayes
Elvin Ernest Hayes (Rayville, 17 novembre 1945) è un ex cestista statunitense, professionista nella NBA.
Famoso giocatore di pallacanestro degli anni settanta, ha militato per 16 stagioni nella NBA ricoprendo per lo più il ruolo di ala grande. Alto 2,06 metri, Hayes è stato un rimbalzista ed un realizzatore fra i più prolifici della sua epoca, oltre che gran difensore.
È uno dei quattro giocatori, insieme a Kareem Abdul-Jabbar, Carmelo Anthony e Lebron James, ad aver segnato almeno 10.000 punti con due franchigie differenti.
Venne introdotto nella Basketball Hall of Fame e fra i 50 giocatori più forti del cinquantenario della NBA ed è ricordato fra i lunghi più forti di tutti i tempi.

## Carriera

### La carriera collegiale
Elvin si accasò alla University of Houston nel 1966, contemporaneamente all'altro famoso giocatore Don Chaney. Hayes riportò cifre stellari, durante la sua permanenza al college: in tre anni, riportò una media di 30,1 punti e 17,2 rimbalzi, con un picco di 36,8 e 18,9 nell'ultimo.
Fu proprio nel corso della terza stagione che Hayes, il 20 gennaio 1968, fu protagonista assoluto di quella che tuttora è ricordata come la “Partita del Secolo”, l'incontro di basket più avvincente mai disputatosi nel torneo universitario americano. La partita, la prima della storia della NCAA ad essere trasmessa in diretta, vide opposte la University of Houston di Hayes contro i dominatori dell'epoca di UCLA, guidati dal leggendario Lewis Alcindor (più tardi conosciuto come Kareem Abdul-Jabbar). L'incontro, tiratissimo fino all'ultimo minuto, si risolse con un inaspettato 71-69 in favore di Houston. Hayes dominò l'incontro: segnò 39 punti e raccolse 15 rimbalzi, ma soprattutto, in difesa, limitò notevolmente Alcindor si ridusse ad una discreta prestazione senza la capacità di trascinare la squadra alla vittoria.

### L'ascesa in NBA

#### Primi anni
L'enorme talento di Hayes fu rapidamente sotto gli occhi degli scout di tutta la lega, e venne reclutato dai San Diego Rockets alla prima scelta assoluta del draft 1968. I San Diego erano decisamente una delle peggiori squadre della Western Conference, e nei tre anni in cui Hayes vi soggiornò centrarono soltanto una volta l'accesso ai playoff, venendo eliminati al primo turno. Qui, Elvin ebbe tuttavia grandi spazi e possibilità di mettersi in mostra: nel suo anno da matricola è il miglior realizzatore della lega, riceve la prima delle sue 12 convocazioni per l'All-Star Game e viene inserito nel All-Rookie Team.

#### I Bullets ed il titolo
Il 1972 è l'ultimo anno di Hayes ai Rockets, che nel frattempo si sono trasferiti nella città di Houston. L'anno successivo finisce ai Baltimore Bullets, franchigia che nei due anni successivi si trasferirà e cambierà due volte nome: dapprima a Capital Bullets e poi Washington Bullets. I Bullets, già in possesso di Wes Unseld, con l'arrivo di Elvin dispongono ora di una coppia di lunghi fra le più forti mai viste in un'unica squadra, capace di dominare i tabelloni di qualsiasi avversario catturando circa 30 rimbalzi in due. La squadra, dopo un paio di stagioni poco fortunate, raggiunse finalmente nel 1975 il traguardo delle Finals, ma qui dovette arrendersi alla prova di forza dei Golden State Warriors che chiusero la serie 4-0; Elvin si accontentò tuttavia di figurare (prima volta in carriera) nel primo quintetto assoluto. Ciò si ripeterà solamente nel 1977 e nel 1979.
Nel 1978 i Bullets, che potevano ora affidarsi anche alla buona vena realizzativi di Bob Dandridge, nonostante una regular season buona ma non ottima (44 vinte e 38 perse), Si fecero abilmente strada ai play-off, e dopo aver battuto in finale di conference i Philadelphia 76ers, squadra certamente più quotata, giunsero nuovamente alle Finals. Ad attenderli vi erano i Seattle SuperSonics, dotati di individualità più carenti ma di un gioco di squadra molto unito. La serie si trascinò fino a gara-5 mantenendo un equilibrio sconcertante fra le due squadre, ma Seattle era avanti 3-2. In gara-6 arrivò però la riscossa dei Bullets, e dopo una schiacciante vittoria in casa, Hayes e Unseld guidarono i compagni alla vittoria in gara-7, aggiudicandosi il primo ed unico titolo nella storia della franchigia.
Nel 1979 Washington si ripropose come una delle principali contendenti al titolo. Al termine della stagione regolare, i Bullets avevano racimolato 54 vittorie e 28 sconfitte. Ai play-off, però, qualcosa andò storto e furono costretti a passare i primi due turni entrambi in 7 partite. In finale si riaccese ancora una volta la rivalità con i SuperSonics. Questa serie ebbe tuttavia poca storia, ed Hayes vide i suoi Bullets sconfitti per 4-1.

#### Ultime stagioni e ritiro
Gli anni seguenti Washington, nonostante un Hayes sempre in vena, non riuscì a ripetere neanche lontanamente i gloriosi traguardi da poco raggiunti, ed al termine della stagione 1981 Elvin decise di ritornare agli Houston Rockets, dove al tempo era leader indiscusso Moses Malone. Elvin si rivelò un'ottima spalla sotto canestro per Moses, e lo aiutò a togliersi un po' di pressione da dosso. Ma nonostante ciò, i Rockets furono ben lungi dal ritornare in finale, come accaduto l'anno precedente, e vennero eliminati al primo turno. Nel 1983, Malone fu ceduto ai 76ers, dove andò a vincere il titolo. Hayes, ormai in là con gli anni (37), non era più in grado di reggere il peso di leader di squadra ed i Rockets precipitarono sul fondo della Conference con un disastroso record di 14-68. Nel 1984 la squadra si arricchì di Ralph Sampson che fu padrone indiscusso del pitturato di Houston, e questa fu l'ultima stagione per un Hayes ormai troppo lontano dalla condizione di un tempo.
Ha disputato 1303 partite in 16 stagioni, saltandone solamente 8 per infortunio.
Ha totalizzato 27.313 punti (dodicesimo di sempre), 16.279 rimbalzi (quarto di sempre) e 1.771 stoppate, con una media per partita di 21,0 punti, 12,5 rimbalzi e 2,0 stoppate.

## Statistiche
| † | Denota una stagione in cui ha vinto il titolo NBA |
| * | Primo nella lega                                  |
| * | Record                                            |

### NBA

#### Regular Season
| Anno       | Squadra            | PG    | PT  | MP    | TC%  | 3P%  | TL%  | RP    | AP  | PRP | SP  | PP    |
| ---------- | ------------------ | ----- | --- | ----- | ---- | ---- | ---- | ----- | --- | --- | --- | ----- |
| 1968-1969  | San Diego Rockets  | 82    | -   | 45,1  | 44,7 | -    | 62,6 | 17,1  | 1,4 | -   | -   | 28,4* |
| 1969-1970  | San Diego Rockets  | 82*   | -   | 44,7* | 45,2 | -    | 68,8 | 16,9* | 2,0 | -   | -   | 27,5  |
| 1970-1971  | San Diego Rockets  | 82    | -   | 44,3  | 42,8 | -    | 67,2 | 16,6  | 2,3 | -   | -   | 28,7  |
| 1971-1972  | Houston Rockets    | 82    | -   | 42,2  | 43,4 | -    | 64,9 | 14,6  | 3,3 | -   | -   | 25,2  |
| 1972-1973  | Baltimore Bullets  | 81    | -   | 41,3  | 44,4 | -    | 67,1 | 14,5  | 1,6 | -   | -   | 21,2  |
| 1973-1974  | Capital Bullets    | 81    | -   | 44,5* | 42,3 | -    | 72,1 | 18,1* | 2,0 | 1,1 | 3,0 | 21,4  |
| 1974-1975  | Washington Bullets | 82    | -   | 42,3  | 44,3 | -    | 76,6 | 12,2  | 2,5 | 1,9 | 2,3 | 23,0  |
| 1975-1976  | Washington Bullets | 80    | -   | 37,2  | 47,0 | -    | 62,8 | 11,0  | 1,5 | 1,3 | 2,5 | 19,8  |
| 1976-1977  | Washington Bullets | 82    | -   | 41,0  | 50,1 | -    | 68,7 | 12,5  | 1,9 | 1,1 | 2,7 | 23,7  |
| 1977-1978† | Washington Bullets | 81    | -   | 40,1  | 45,1 | -    | 63,4 | 13,3  | 1,8 | 1,2 | 2,0 | 19,7  |
| 1978-1979  | Washington Bullets | 82*   | -   | 37,9  | 48,7 | -    | 65,4 | 12,1  | 1,7 | 0,9 | 2,3 | 21,8  |
| 1979-1980  | Washington Bullets | 81    | -   | 39,3  | 45,4 | 23,1 | 69,9 | 11,1  | 1,6 | 0,8 | 2,3 | 23,0  |
| 1980-1981  | Washington Bullets | 81    | -   | 36,2  | 45,1 | 0,0  | 61,7 | 9,7   | 1,2 | 0,8 | 2,1 | 17,8  |
| 1981-1982  | Houston Rockets    | 82    | 82  | 37,0  | 47,2 | 0,0  | 66,4 | 9,1   | 1,8 | 0,8 | 1,3 | 16,1  |
| 1982-1983  | Houston Rockets    | 81    | 43  | 28,4  | 47,6 | 50,0 | 68,3 | 7,6   | 2,0 | 0,6 | 1,0 | 12,9  |
| 1983-1984  | Houston Rockets    | 81    | 4   | 12,3  | 40,6 | 0,0  | 65,2 | 3,2   | 0,9 | 0,2 | 0,3 | 5,0   |
| Carriera   | Carriera           | 1.303 | 129 | 38,4  | 45,2 | -    | 67,0 | 12,5  | 1,8 | 1,0 | 2,0 | 21,0  |

#### Playoffs
| Anno     | Squadra            | PG  | PT | MP    | TC%  | 3P% | TL%  | RP    | AP  | PRP | SP   | PP   |
| -------- | ------------------ | --- | -- | ----- | ---- | --- | ---- | ----- | --- | --- | ---- | ---- |
| 1969     | San Diego Rockets  | 6   | -  | 46,3  | 52,6 | -   | 66,0 | 13,8  | 0,8 | -   | -    | 25,8 |
| 1973     | Baltimore Bullets  | 5   | -  | 45,6  | 50,5 | -   | 69,7 | 11,4  | 1,0 | -   | -    | 25,8 |
| 1974     | Capital Bullets    | 7   | -  | 46,1  | 53,1 | -   | 70,7 | 15,9* | 3,0 | 0,7 | 2,1  | 25,9 |
| 1975     | Washington Bullets | 17* | -  | 44,2  | 46,8 | -   | 67,7 | 10,9  | 2,2 | 1,5 | 2,3  | 25,5 |
| 1976     | Washington Bullets | 7   | -  | 43,6  | 44,3 | -   | 58,2 | 12,6  | 1,4 | 0,7 | 4,0* | 20,0 |
| 1977     | Washington Bullets | 9   | -  | 45,0* | 42,8 | -   | 69,5 | 13,6  | 1,9 | 1,1 | 2,4  | 21,0 |
| 1978†    | Washington Bullets | 21  | -  | 41,3* | 49,1 | -   | 59,4 | 13,3* | 2,0 | 1,5 | 2,5  | 21,8 |
| 1979     | Washington Bullets | 19* | -  | 41,4  | 42,9 | -   | 66,9 | 14,0* | 2,0 | 0,9 | 2,7  | 22,5 |
| 1980     | Washington Bullets | 2   | -  | 46,0  | 39,0 | -   | 80,0 | 11,0  | 3,0 | 0,0 | 2,0  | 20,0 |
| 1982     | Houston Rockets    | 3   | -  | 41,3  | 34,0 | -   | 53,3 | 10,0  | 1,0 | 0,7 | 3,3  | 14,0 |
| Carriera | Carriera           | 96  | -  | 43,3  | 46,4 | -   | 65,2 | 13,0  | 1,9 | 1,1 | 2,6  | 22,9 |

## Palmarès
- NCAA AP Player of the Year (1968)
- 2 volte NCAA AP All-America First Team (1967, 1968)
- Campionato NBA: 1

Washington Bullets: 1978
- NBA All-Rookie First Team (1969)
- 3 volte All-NBA First Team (1975, 1977, 1979)
- 3 volte All-NBA Second Team (1973, 1974, 1976)
- 2 volte NBA All-Defensive Second Team (1974, 1975)
- Miglior marcatore NBA (1969)
- 2 volte miglior rimbalzista NBA (1970, 1974)
- 12 volte NBA All-Star (1969, 1970, 1971, 1972, 1973, 1974, 1975, 1976, 1977, 1978, 1979, 1980)
- 2 volte maggior numero di rimbalzi totali in stagione NBA
- 1 volta maggior numero di rimbalzi difensivi in stagione NBA
- 1 volta maggior numero di rimbalzi offensivi in stagione NBA
- Quindicesimo miglior marcatore di sempre sommando ABA e NBA
- Tredicesimo miglior marcatore di sempre NBA
- Quarto miglior rimbalzista di sempre NBA
- Decimo migliore rimbalzista di sempre per rimbalzi a partita NBA nei Playoff (13,0 rimbalzi a partita)
- Ventiseiesimo miglior stoppatore di sempre NBA
- È stato introdotto nella Hall of Fame nel 1990 e nella selezione dei 50 migliori giocatori della storia della NBA
- Inserito nel NBA 75th Anniversary Team